# Hortènsia Curell i Sunyol
Hortènsia Curell i Sunyol (el Masnou, Maresme, 1923 – Barcelona, 1 de novembre de 2005) fou una filòloga, traductora i professora catalana. Filla de mariners mercants, fou neta del polític catalanista i republicà Antoni Suñol i Pla. Feu el batxillerat a l'Institut-Escola de la Generalitat de Catalunya, es llicencià en filologia romànica per la Universitat de Barcelona el 1946 i assistí als cursos dels Estudis Universitaris Catalans (EUC). Hortènsia Curell conegué als EUC qui seria el seu marit, Jordi Carbonell i de Ballester, també estudiant de filologia. El 2007 Jordi Carbonell publicà un poemari amb el seu nom.
Hortènsia Curell fou sòcia fundadora de la Societat Catalana d'Estudis Històrics i de la Societat Catalana de Llengua i Literatura, filials de l'Institut d'Estudis Catalans (IEC), i col·laborà en els dos primers volums d'Estudis Romànics. També fou membre de l'Associació Internacional de Llengua i Literatura Catalanes. El 1950 rebé el Premi Francesc Cambó, atorgat per l'IEC, juntament amb Carbonell, pel treball Un aspecte de la influència llatina en la prosa catalana medieval. Formà part de l'equip inicial de la Gran Enciclopèdia Catalana, on fou cap de lexicografia fins al 1971. Com a traductora, traduí Altres veus, altres àmbits, de Truman Capote (1966); Rèquiem per a una monja, de William Faulkner (1967) i La matemàtica. La geometria, d'Emma Castelnuovo (1981).
Curell fou professora del curs dels EUC de llengua i cultura catalanes per a estrangers. A l'inici de la dècada de 1970 també entrà a la Universitat Autònoma de Barcelona com a professora de llengua catalana i fomentà la creació del Departament de Filologia Catalana. És considerada una pionera en la introducció de la llengua catalana com a disciplina docent i com a matèria d'investigació a la universitat. Sobrevinguda per la mort d'un fill, Hortènsia Curell treballà com a tècnica a la Direcció General de Política Lingüística de la Generalitat de Catalunya de 1981 a 1984.